# Amalthea (vệ tinh)
Amalthea (phát âm /ˌæməlˈθiːə/ AM-əl-THEE-ə, hoặc trong tiếng Hy Lạp là Αμάλθεια) là vệ tinh thứ ba của Sao Mộc theo thứ tự khoảng cách từ hành tinh này. Nó được Edward Emerson Barnard phát hiện ngày 9 tháng 9 năm 1892, và sau đó được đặt theo tên Amalthea, một mỹ nhân trong thần thoại Hy Lạp. Nó cũng được gọi là Jupiter V.
Amalthea có quỹ đạo kép kính bay quanh Sao Mộc và nằm trong rìa ngoài của vành đai Sao Mộc, vành đai này được hình thành từ bụi bị phóng thích từ bề mặt của nó. Amalthea là vệ tinh vòng trong lớn nhất của Sao Mộc. Hình dạng bất thường và có màu đỏ, nên người ta cho rằng nó có nhiều lỗ rỗng chứa nước ở dạng băng với khối lượng các vật liệu khác chưa biết được. Bề mặt của chúng gồm các hố lớn và các núi cao.
Amalthea được phi thuyền Voyager 1 và 2 chụp hình năm 1979 và 1980, và sau đó được phi thuyền Galileo chụp ảnh chi tiết hơn vào thập niên 1990.